# Triodontella rufina
Triodontella rufina är en skalbaggsart som beskrevs av Hermann Julius Kolbe 1897. Triodontella rufina ingår i släktet Triodontella och familjen Melolonthidae. Inga underarter finns listade i Catalogue of Life.